# (73216) 2002 JW22
(73216) 2002 JW22 este un asteroid din centura principală, descoperit pe 8 mai 2002 de LINEAR.